# Годольфин, Генриетта, 2-я герцогиня Мальборо
Генриетта Годольфин, 2-я герцогиня Мальборо (англ. Henrietta Godolphin, 2nd Duchess of Marlborough; 19 июля 1681 — 24 октября 1733) — британская аристократка. Старшая дочь Джона Черчилля, 1-го герцога Мальборо, выдающегося британского военачальника, и Сары Дженнингс, герцогини Мальборо, близкого друга и управляющей делами королевы Анны.

## Биография
Урождённая Генриетта Черчилль, она стала достопочтенной Генриеттой Черчилль, когда её отец получил пэрство Шотландии в 1682 году и леди Генриеттой Черчилль в 1689 году, когда её отец стал графом Мальборо. Она вышла замуж за достопочтенного Фрэнсиса Годольфина в 1698 году, став леди Генриеттой Годольфин. В 1706 году её титуловали виконтессой Риалтон, когда её тесть получил титул графа Годольфина и графиней Годольфин в 1712 году, когда её муж наследовал отцу.
Актом английского парламента в 1706 году было разрешено дочерям первого герцога Мальборо наследовать все его английские титулы. После его смерти в 1722 году, леди Годольфин стала герцогиней Мальборо в собственном праве.
Она родила пятерых детей в браке с лордом Годольфином:
- Уильям Годольфин, маркиз Блэндфорд (ок. 1700—1731), женился на Мэри Кэтрин Йонг, детей не имел;
- лорд Генри Годольфин (род. ок. 1700 года);
- леди Маргарет Годольфин (род. ок. 1703 года);
- леди Генриетта Годольфин (умерла в 1776 году), вышла замуж за 1-го герцога Ньюкасла, детей не имела[1];
- леди Мэри Годольфин (1723—1764), вышла замуж за 4-го герцога Лидса и имела наследников.

Ходили слухи, что младшая дочь Генриетты была рождена от внебрачной связи матери (с драматургом Уильямом Конгривом).
2-я герцогиня Мальборо умерла в 1733 году, в возрасте 52 лет, в Харроу, Мидлсекс, и была похоронена 9 ноября 1733 года, в Вестминстерском аббатстве. Её титулы перешли к её племяннику, Чарльзу Спенсеру, 5-му графу Сандерленду (сыну её сестры Энн и Чарльза Спенсера, 3-го графа Сандерленда).

## Титулы и титулования
- 1681—1682: мисс Генриетта Черчилль;
- 1682—1689: достопочтенная Генриетта Черчилль;
- 1689—1698: леди Генриетта Черчилль;
- 1698—1706: леди Генриетта Годольфин;
- 1706—1712: виконтесса Риалтон;
- 1712—1722: высокочтимая графиня Годольфин;
- 1722—1733: Её светлость герцогиня Мальборо.

Герцогиня не наследовала имперский княжеский титул её отца, так как империя управлялась Салическим законом, предотвращая женское наследование, однако она была княгиней Священной Римской империи и княгиней Миндельхайма, а впоследствии княгиней Мелленбурга, после того как земли её отца в империи обменивались друг на друга.